# Seconda armata ottomana
La Seconda armata ottomana fu una unità militare ottomana creata alla fine del XIX secolo durante le riforme del sistema militare dell'Impero ottomano.

## Ordine di battaglia nel 1877
Nel 1877 la Seconda armata era di stanza nell'attuale Bulgaria; essa era formata da:
- 1ª Divisione di fanteria
- 2ª Divisione di fanteria
- Divisione di cavalleria
- Reggimento di artiglieria da campagna
- Reggimento di artiglieria da assedio

In seguito alla mobilizzazione per la guerra russo-turca del 1877-78, la Seconda armata fu suddivisa in due unità: l'Armata del Danubio Orientale e l'Armata del Danubio Occidentale.